# Mario Barrera
Mario Esteban Barrera Aguiar, nació en (Villa Hernandarias, 27 de febrero de 1963) es un entrenador  y actual director deportivo de fútbol argentino. Actualmente está en el paro, Anteriormente fue director deportivo del Elche CF y del Girona FC.

## Trayectoria profesional
Barrera  fue el máximo responsable de la comisión deportiva del Elche CF desde el año 2005 hasta septiembre de 2007. Hasta el año 2007 desarrolló dichas funciones en el Elche, hasta que fue destituido por "pérdida de confianza" (la relación con el técnico, David Vidal, no era la ideal).
Más tarde, se hizo cargo del banquillo del Torrellano en 2009, del Club Deportivo Torrevieja en 2010 y también pasó fugazmente por el Orihuela CF.
Después abandonaría el CD Torrevieja para tener una fugaz experiencia como entrenador del Akademik Sofia, equipo que descendería al segunda división de Bulgaria. En 2011 firmó como director deportivo del Girona FC.
En octubre de 2016, el CD Eldense ficha al técnico argentino para el puesto de director deportivo, pero semanas más tarde, tras del cese de Raúl Garrido Fernández, se convierte en entrenador del conjunto alicantino.
En marzo de 2018, se convierte en entrenador del Club Deportivo Alcoyano de la Segunda División B de España, sustituyendo a José Emilio Riquelme Galiana hasta final de temporada. El argentino se hizo cargo del equipo las últimas once jornadas, consiguiendo salvar al conjunto alicantino del descenso de categoría.
En verano de 2018, se marcharía a Polonia para convertirse en director deportivo del Odra Wodzisław Śląski, donde estaría hasta marzo de 2019.
El 11 de marzo de 2019, Mario Barrera vuelve a dirigir al Club Deportivo Alcoyano de la Segunda División B de España hasta final de temporada. El argentino llega al club de Alcoy para hacer reaccionar a un equipo que está a tres puntos de la permanencia.

## Clubes como entrenador
| Club                                       | País     | Año       |
| ------------------------------------------ | -------- | --------- |
| CD Eldense (director deportivo)            | España   | 2005-2007 |
| Torrellano CF                              | España   | 2009      |
| Orihuela CF                                | España   | 2010      |
| Club Deportivo Torrevieja                  | España   | 2010      |
| Akademik Sofia                             | Bulgaria | 2010-2011 |
| Girona FC (director deportivo)             | España   | 2011-2012 |
| CD Eldense                                 | España   | 2016-2017 |
| CD Alcoyano                                | España   | 2018      |
| Odra Wodzisław Śląski (director deportivo) | Polonia  | 2018-2019 |
| CD Alcoyano                                | España   | 2019-     |